# Soraya Esfandiary-Bakhtiari
Soraya Esfandiary-Bakhtiari (em persa: ثریا اسفندیاری بختیاری) (Isfahan, 22 de junho de 1932 - Paris, 26 de junho de 2001), foi a segunda esposa e rainha consorte de Mohammad Reza Pahlavi, Xá da Pérsia.
Embora o título do seu marido, xainxá ("Rei dos Reis") fosse equivalente ao de Imperador, não havia na Pérsia um título complementar feminino. Somente em 1967 o título de Xabanu, foi criado para designar a esposa de um Xá. Até então, as consortes dos monarcas persas, incluindo Soraya, recebiam a distinção de Malake - embora na imprensa popular, freqüentemente e incorretamente, fossem chamadas de "Imperatriz".

## Biografia

### Primeiros anos
Nascida na cidade persa de Isfahan, Soraya era a filha mais velha (e única mulher) de Khalil Esfandiary - um nobre da tribo Bakhtiari do sul da Pérsia que foi embaixador na Alemanha Ocidental na década de 1950 - e de sua esposa russo-alemã, Eva Karl. Soraya tinha um irmão mais novo, chamado Bijan.
Sua família, por muito tempo, esteve envolvida com o governo persa e o corpo diplomático. Um tio, Sardar As'ad Bakhtiari, foi um dos líderes do movimento constitucional persa, no início do século XX 

### Casamento com o Xá
Em 1948, quando frequentava uma escola de boas maneiras na Suíça, Soraya foi apresentada em Paris ao recém-divorciado Xá Mohammed Reza Pahlavi, por Forough Zafar Bakhtiari, um parente . Logo eles estavam comprometidos e Soraya recebeu de presente um anel de noivado com um diamante de 22,37 quilates .

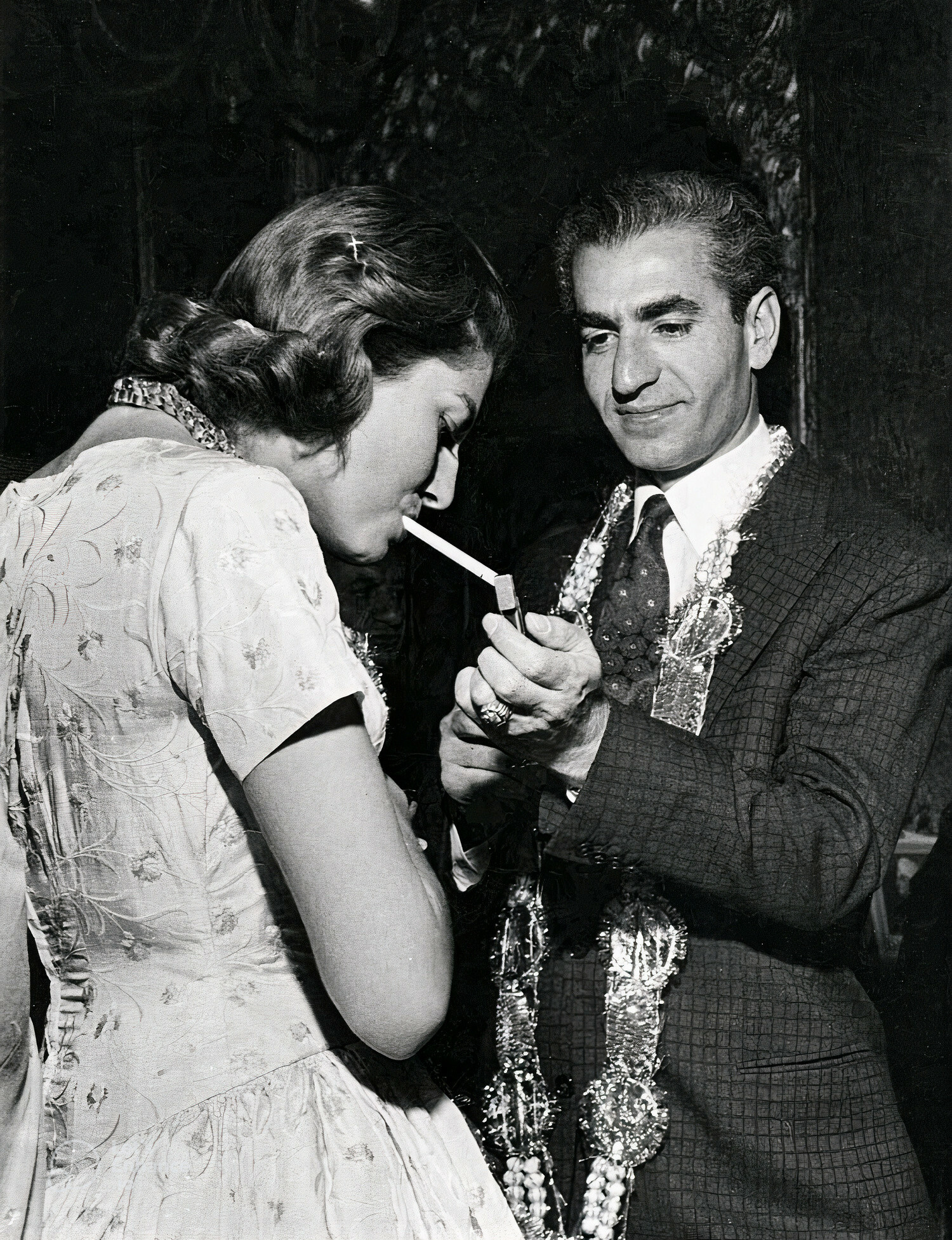
Soraya e Mohammad Reza Pahlavi em 1953

O casamento realizou-se no Palácio do Golestan, em Teerã, em 12 de fevereiro de 1951. Originalmente, o casal planejou casar-se em 27 de dezembro de 1950, mas a cerimônia teve de ser adiada por motivo de doença da noiva .
Embora o Xá tivesse solicitado aos convidados doações a uma instituição de caridade ao invés de presentes de casamento, o casal recebeu um casaco de vison e uma escrivaninha escrustrada com diamantes negros de Josef Stalin, um Steuben Glass "Bowl of Legends" projetado por Sidney Waugh e enviado pelo presidente dos EUA, Harry Truman, e castiçais de prata georgiana do rei Jorge VI do Reino Unido e da rainha Elizabeth . 2.000 convidados compareceram à cerimônia, incluindo Aga Khan III.
A cerimônia foi decorada com 1,5 tonelada de orquídeas, tulipas e cravos vindos de avião diretamente da Holanda; para entreter os convidados foram contratadas atrações internacionais, como um circo equestre de Roma . A noiva usava um vestido de lamê prata cravejado de pérolas e enfeitado com penas de cegonha marabu , concebido para a ocasião por Christian Dior. Ela também usava uma longa capa de vison branco.

### Infertilidade e divórcio
Embora o casamento tenha ocorrido durante uma forte nevasca, considerado um bom presságio, a união do casal imperial desintegrou-se no início de 1958 devido à aparente infertilidade de Soraya. A rainha recorreu a tratamentos na Suíça e na França, sem sucesso, e o Xá sugeriu tomar uma segunda esposa, a fim de produzir um herdeiro . Soraya deixou a Pérsia fevereiro, instalando-se na casa de seus pais em Colônia, na Alemanha, onde o Xá enviou tio de sua esposa, o senador Sardar As'ad Bakhtiari, no início de março de 1958, numa tentativa infrutífera de convencê-la a regressar . Em 10 de Março, um conselho de assessores se reuniu com o Xá para discutir a situação do casamento conturbado e da falta de um herdeiro . Quatro dias depois, foi anunciado o divórcio do casal imperial. Foi, segundo a rainha de apenas 25 anos de idade, "um sacrifício da minha própria felicidade" . Mais tarde, ela declarou aos jornalistas que seu marido não tinha outra escolha senão divorciar-se dela .
Em 21 de março de 1958, o dia do Ano Novo Persa, um choroso Xá anunciou seu divórcio ao povo em um discurso transmitido pela televisão e pelo rádio, afirmando também que não iria se casar às pressas. O divórcio inspirou o compositor francês Françoise Mallet-Jorris a escrever uma canção pop de sucesso: Je veux pleurer comme Soraya ("Eu quero chorar como Soraya"). O casamento foi oficialmente desfeito em 6 de abril de 1958.
De acordo com uma reportagem do The New York Times, extensas negociações haviam precedido o divórcio, a fim de convencer a rainha Soraya a aceitar que seu marido tomasse uma segunda esposa. A rainha, no entanto, citando o que chamou a "santidade do casamento", afirmou que "não podia aceitar a ideia de compartilhar o amor de seu marido com outra mulher." 
Em um comunicado emitido da casa de seus pais, na Alemanha, ao povo persa, Soraya disse: "Desde que Sua Majestade Imperial Reza [sic] Shah Pahlavi considerou necessário que um sucessor para o trono deve ser de descendência direta na linha masculina de geração a geração a geração, eu vou, com o meu mais profundo pesar, no interesse do futuro do Estado e do bem-estar do povo, em conformidade com o desejo de Sua Majestade o Imperador, sacrificar minha própria felicidade e declarar meu consentimento com a separação de Sua Majestade Imperial." 
Após o divórcio, o Xá indicou seu interesse em casar-se com a princesa Maria Gabriela de Sabóia, filha do deposto rei italiano Humberto II. Em um editorial sobre os rumores de um casamento entre "um soberano muçulmano e uma princesa católica", o jornal do Vaticano, L'Osservatore Romano, considerou a união "um grave perigo." 

### Carreira como atriz

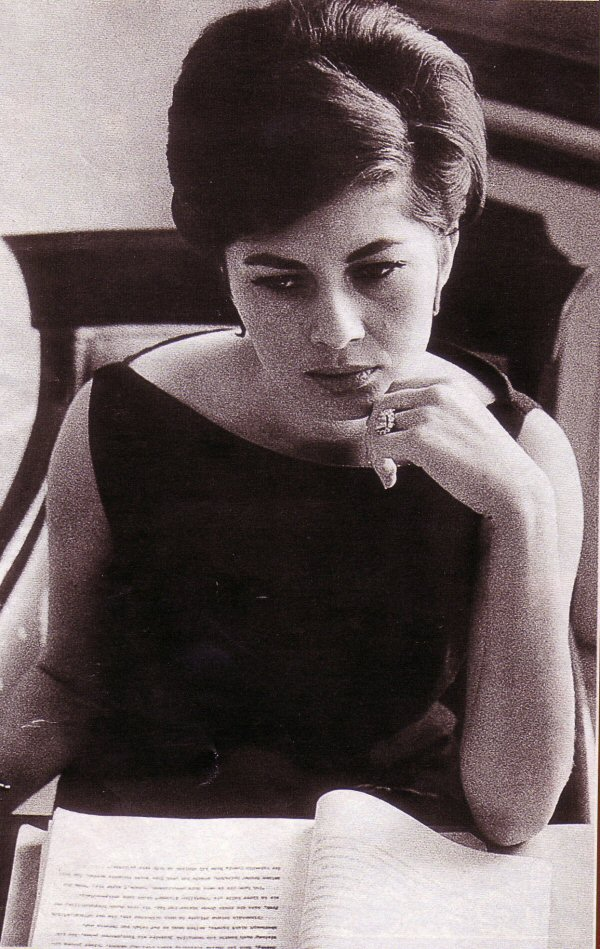
Soraya nos anos 1960.

Com a concessão do estilo e título de Sua Alteza Imperial, a Princesa Soraya da Pérsia, o ex-rainha mudou-se para a França.
Soraya lançou-se numa breve carreira de atriz de cinema, quando utilizou apenas seu primeiro nome. Inicialmente, foi anunciado que ela iria representar Catarina, a Grande, em um filme sobre a imperatriz da Rússia dirigido por Dino De Laurentiis, mas esse projeto não foi adiante . Em vez disso, ela estrelou em 1965 o filme I tre volti ("As Três Faces")  e tornou-se companheira de seu diretor, o italiano Franco Indovina . Ela também fez uma participação, vivendo uma personagem chamada Soraya, no filme She, de 1965, dirigido por Robert Day .
Após a morte de Indovina em um acidente de avião, em 1972, ela passou o resto de sua vida na Europa, sucumbindo à depressão, que ela descreveu em sua autobiografia Le Palais Des Solitudes ("O Palácio da Solidão"), de 1991.

### Últimos anos em Paris
Durante seus últimos anos, a princesa Soraya viveu em Paris, na Avenue Montaigne, 46. Ela participava ocasionalmente de eventos sociais, como as festas oferecidas pela Duquesa de Rochefoucault. Seu amigo e organizador de eventos Massimo Gargia tentava animá-la e fazê-la conhecer pessoas jovens. Soraya era conhecida por ter tido aulas de internet no Cybercafe de Paris (atualmente, Cremerie de Paris). Também gostava de ir ao bar e ao lobby do Hotel Plaza Athénée, localizado em frente seu apartamento e era acompanhada frequentemente por sua ex-dama de companhia e leal amiga, Firouzabadian Chamrizad. Outra amiga próxima foi a socialite parisiense Lily Claire Sarran. A princesa Soraya nunca manteve contato com a terceira esposa do Xá, Farah Diba, quando ambas viviam em Paris.

### Morte

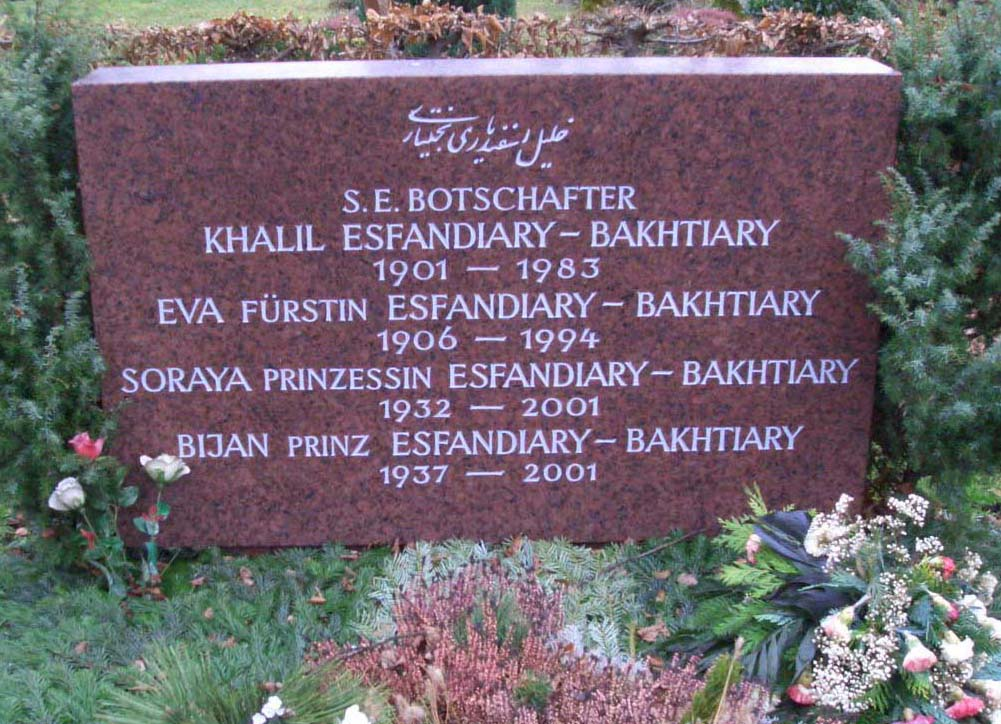
Túmulo de Soraya Esfandiary-Bakhtiari, em Munique

Princesa Soraya morreu aos 69 anos de idade, de causas não divulgadas em seu apartamento em Paris. Ao saber de sua morte, seu irmão mais novo, Bijan (que morreu em Paris, uma semana depois de Soraya), tristemente, comentou: "Depois dela, eu não tenho ninguém com quem conversar." 
Depois de um funeral na Catedral Americana em Paris, em 6 de novembro de 2001 - que contou com a presença da princesa Ashraf Pahlavi, príncipe Gholam Reza Pahlavi, o conde e a condessa de Paris, o príncipe e a princesa de Nápoles, o príncipe Michel de Orléans e a princesa Ira von Fürstenberg - ela foi enterrada  durante a noite sem cerimónias no Westfriedhof, um cemitério em Munique, Alemanha, juntamente com seus pais e irmão . Em 2002, seu túmulo foi vandalizado com as palavras "parasita miserável", seguido da frase "Não trabalhou dos 25 aos 60". As frases foram apagadas, mas foram noticiadas em toda a Europa.
De acordo com o jornal da colônia iraniana Nimrooz, desde a morte de Soraya, várias mulheres se apresentaram dizendo ser sua filha ilegítima, que teria nascido em 1962, mas as alegações nunca foram confirmadas . O jornal também publicou um artigo em 2001 que sugeriu, sem provas, que a princesa Soraya e seu irmão tinham sido assassinados .
Os pertences da ex-rainha foram vendidos em um leilão em Paris depois de sua morte, por mais de US$ 8,3 milhões. Seu vestido de noiva Dior foi arrematado por US$ 1,2 milhão.

### Títulos
- Senhorita Soraya Esfandiary-Bakhtiari (1932–1951)
- Sua Majestade, a Rainha da Pérsia (1951–1956)
- Sua Alteza Imperial, Princesa Soraya da Pérsia (1956–2001)

### Memórias
Soraya escreveu dois livros de memórias. O primeiro, publicado em 1964 nos Estados Unidos pela editora Doubleday, foi Princess Soraya: Autobiography of Her Imperial Highness ("Princesa Soraya: Autobiografia de Sua Alteza Imperial"). Uma década antes de sua morte, ela e um colaborador, Louis Valentin, escreveram outro livro de memórias (em francês), Le Palais des Solitudes, que foi traduzido para o inglês como Palace of Solitude ("Palácio da Solidão") (Londres: Quartet Books Ltd, 1992); ISBN 0-7043-7020-4.